# Wiebke Bartsch
Wiebke Bartsch (* 1968 in Braunschweig) ist eine deutsche Objekt-, Installations- und Textilkünstlerin.

## Leben und Werk
Bartsch studierte von 1995 bis 2002 an der Kunstakademie Münster bei Timm Ulrichs und wurde 2000 Meisterschülerin. Wiebke Bartsch war von 2004 bis 2015 Dozentin am Seminar der Kulturanthropologie des Textilen der TU Dortmund im Institut für Kunst und Materielle Kultur. Seit 2013 ist sie Mitglied des Westdeutschen Künstlerbunds. Bartsch hat zwei Kinder und lebt in Münster.
Wiebke Bartsch arbeitet mit Fundstücken, Textilien und anderen im Haushalt verfügbaren Materialien. Aus den Versatzstücken der alltäglichen Erfahrungswelt collagiert sie stofflich sinnliche Objekte zwischen (Alb)Traum und Wirklichkeit. Sie schafft Figuren und Szenarien, die einem originellen, unheimlichen und zugleich humorvollen Blick auf die Alltagswelt den Weg ebnen.

„In den Presseankündigen zu Wiebke Bartsch steht meistens Textilkünstlerin. Weil sie oft mit Stoffen arbeitet, sie groteske Puppen, Zungen, Brüste, Mischwesen näht. Alptraumhafte Wesen platziert sie in ein teilweise düsteres Szenario und erzählt mit ihren Installationen Geschichten. Es sind die großen Dramen, über die sie erzählt, nachdenkt. Die menschlichen Tragödien, die wir alle kennen. Es geht um Liebe, Einsamkeit, Schmerz, Verlust, Eifersucht, Krankheit in ihren Arbeiten.“

## Ausstellungen (Auswahl)

### Einzelausstellungen
- 2008: Wiebke Bartsch – Blackbird, Egbert Baqué Contemporary Art, Berlin
- 2010: Wiebke Bartsch: Clouds Pass By, Galerie Obrist, Essen
- 2011: Wiebke Bartsch +++ an irresistable attraction to imperfection, Kunstverein Reutlingen, Reutlingen
- 2011: Wiebke Bartsch – Voyage, Egbert Baqué Contemporary Art, Berlin
- 2013: Wiebke Bartsch: I Could Barely Understand Myself, Galerie Obrist, Essen

### Gruppenausstellungen
- 2012: Liebe, Tod+Teufel, die Sammlung Mairet, Von der Heydt Kunsthalle in der Barmer Ruhmeshalle, Wuppertal
- 2013: Die Liebe zu den Dingen, Kunsthalle Münster, Münster
- 2013: wir wieder hier, Westdeutscher Künstlerbund, Museum Bochum – Kunstsammlung, Bochum
- 2014: better than anything, Kloster Bentlage, Rheine
- 2014: Tierbilder im 20. Jahrhundert und in der Gegenwart, Richard Haizmann Museum, Niebüll
- 2015: Nähe und Distanz – Nummer zwei, Cuxhavener Kunstverein, Cuxhaven
- 2015: wirklich wi.rklich., Künstlerhaus Dortmund, Dortmund
- 2016: Crazy Little Thing, Galerie Obrist, Essen

## Auszeichnungen
- 1998: Tim-und-Struppi-Preis
- 1999: Joseph-und-Anna-Fassbender-Preis für Druckgrafik und Handzeichnung
- 2003: Keramikpreis der Frechener Kulturstiftung
- 2004: Stipendium Künstlerhaus Lukas, Ahrenshoop (mit Claudia Vaes)

## Weblink
- Website Wiebke Bartsch